# 多巴鄉 (薩圖馬雷縣)
47°45′N 22°45′E / 47.750°N 22.750°E
多巴鄉（羅馬尼亞語：Comuna Doba, Satu Mare），是羅馬尼亞的鄉份，位於該國西北部，由薩圖馬雷縣負責管轄，面積60平方公里，海拔高度115米，2007年人口2,773，人口密度每平方公里46人。